# Ли Бин
Ли Бин (кит. упр. 黎兵, пиньинь Lí Bīng; {род.16 марта 1969) — китайский футболист, нападающий. Большую часть карьеры провёл в клубе «Сычуань Цюаньсин». Более десяти лет выступал за сборную Китай по футболу. В 2000 году отправился в аренду в немецкий клуб «Киккерс», однако провёл в его составе всего шесть матчей. В настоящее время — футбольный тренер.

## Карьера игрока

### Клубная карьера
Несмотря на то, что Ли родился в Гуйчжоу, начал выступать за команду «Ляонин Юаньдун», представляющую северо-восток Китая. В 1995 году перешёл в команду «Гуандун Хунъюань», за которую выступал два сезона. Перед командой ставилась задача завоевать чемпионский титул, однако она закончила чемпионат 1995 года лишь четвёртой. Следующий сезон был ещё более неудачным — «Гуандун» занял в лиге лишь седьмое место, а трансфер Ли Бина за 1,5 млн юаней выкупил клуб «Сычуань Гуаньчэн». В новом клубе вновь ставились высокие задачи, однако лишь в 1999 году команда завоевала «бронзу» чемпионата. В 2002 году завершил карьеру игрока.

### Международная карьера
За национальную сборную Китая игрок начал выступать с 1992 года. За сборную провёл 78 матчей, забил 22 мяча. Принимал участие в розыгрышах Кубка Азии 1992 и 1996 годов.

## Тренерская карьера
Тренерскую карьеру Ли начал в 2002 году, когда попал в тренерский штаб команды «Чжэцзян Люйчэн». В сезоне 2007 года Ли стал главным тренером «Чэнду Блэйдс», с которой занял второе место в первой лиге и получил право выступать в Суперлиге. В сезоне 2008 года команда успешно выступала и смогла закрепиться в высшем дивизионе, однако сезон 2009 года оказался провальным, а Ли покинул пост главного тренера уже после шести туров — команда одержала всего одну победу и пять раз проиграла. С 2010 года начал тренировать молодёжные команды Китая, сначала в качестве ассистента, затем — главного тренера. 19 мая 2013 года назначен исполняющим обязанности главного тренера команды «Гуанчжоу Фули».

## Достижения

### Международные
Китай
- Бронзовый призёр Кубка Азии по футболу : 1992

### Клубные
Как тренер
 «Чэнду Блэйдс»
- Серебряный призёр первой лиги Китая по футболу : 2006

### Индивидуальные
- Игрок года по версии Китайской футбольной ассоциации : 1994
- Лучший бомбардир Кубка Китайской футбольной ассоциации : 1996